# آلفونس راب
آلفونس راب (به فرانسوی: Alphonse Rabbe) روزنامه‌نگار، مورخ، نویسنده و شاعر قرن هجدهم میلادی اهل فرانسه است.